# Edgerton, Kansas
Edgerton är en ort i Johnson County i Kansas. Vid 2010 års folkräkning hade Edgerton 1 671 invånare.